# Parafia Przemienienia Pańskiego w Kiejdanach
Parafia Przemienienia Pańskiego – prawosławna parafia w Kiejdanach, w dekanacie kowieńskim eparchii wileńskiej i litewskiej Rosyjskiego Kościoła Prawosławnego.
Parafia została erygowana w 1846. Wolno stojąca cerkiew jest jednak znacznie młodsza – została wybudowana w 1895. W czasie I wojny światowej nabożeństwa prawosławne w Kiejdanach nie odbywały się, parafia wznowiła swoją działalność dopiero w listopadzie 1918. Według danych z 1937 liczyła 341 osób. Po II wojnie światowej pozostało ich 230.

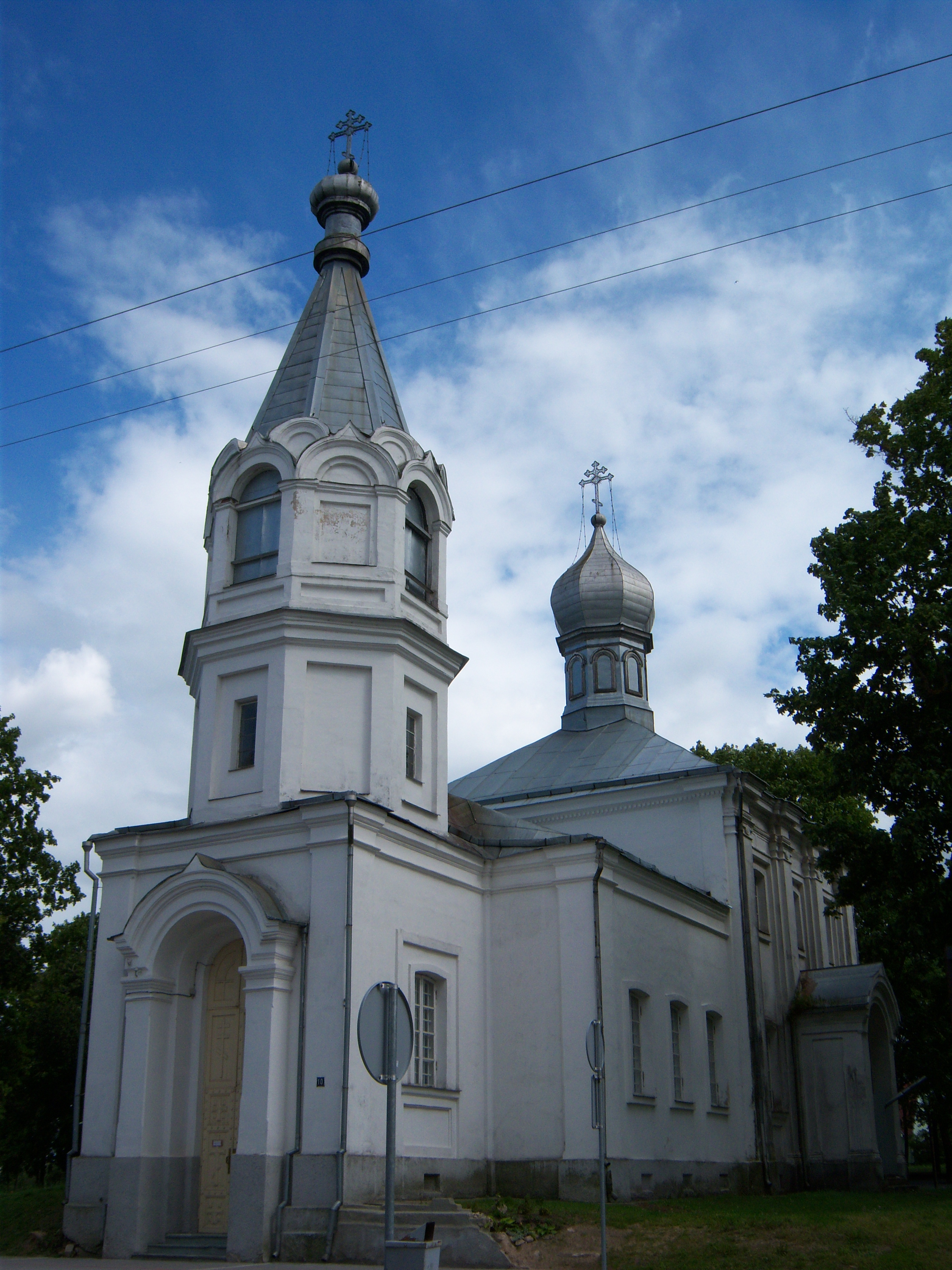
Cerkiew filialna Świętej Trójcy w Rosieniach

W 1947 władze radzieckie zarejestrowały parafię z dwiema świątyniami – cerkwią Przemienienia Pańskiego oraz kaplicą cmentarną św. Andrzeja. Ta druga została jednak w 1961 skonfiskowana i zamieniona na magazyn. Obecnie parafia posiada też świątynię filialną – cerkiew Świętej Trójcy w Rosieniach.